# 台湾枇杷恒春变型
台湾枇杷恒春变型（学名：Eriobotrya deflexa f. koshunensis）为蔷薇科枇杷属台湾枇杷下的一个变型。

## 扩展阅读
- 維基物種上的相關：台湾枇杷恒春变型